# Ulrich Thiel
Ulrich Thiel (* 31. Januar 1955 in Schöneck/Vogtl.) ist ein deutscher Historiker. Er war langjähriger Direktor des Stadt- und Bergbaumuseums Freiberg.

## Leben
Thiel studierte von 1976 bis 1981 Geschichte an der Humboldt-Universität zu Berlin. Anschließend war er als wissenschaftlicher Mitarbeiter am Bezirkskunstzentrum Karl-Marx-Stadt sowie an der Bergakademie Freiberg tätig. Dort wurde er 1987 unter Betreuung von Eberhard Wächtler mit einer Dissertationsschrift über die Geschichte der Arbeiter-und-Bauern-Fakultäten in der DDR im Zeitraum 1949 bis 1955 promoviert. Nachdem er 1988 in das Stadt- und Bergbaumuseum Freiberg eingetreten war, übernahm er 1989 dessen Leitung von Eberhard Neubert. Thiel trat 2018 in den Ruhestand ein.
Thiel ist Autor von zahlreichen Büchern und Aufsätzen zur Geschichte Freibergs, zum Berg- und Hüttenwesen im Erzgebirge sowie zum Museumswesen. Er ist Mitglied im Freiberger Altertumsverein. Er war dessen erster Vorsitzender nach der Wiedergründung 1990.

## Schriften (Auswahl)
- Zur Geschichte der Arbeiter-und-Bauern-Fakultäten in der DDR (1949 bis 1955), Diss. Freiberg 1987, DNB 1113208554.
- Stadt- und Bergbaumuseum Freiberg, Schnell und Steiner, Regensburg 2001, ISBN 978-3-7954-6304-5.
- (hrsg. mit Klaus Walther) Freiberg: Begegnung mit einer Stadt, Chemnitzer Verlag, Chemnitz 2001, ISBN 978-3-928678-62-9.
- (Hrsg. von Joachim Voigtmann) Stadt- und Bergbaumuseum Freiberg: Museum zur Kunstgeschichte des Bergbaus, Sächsische Landesstelle für Museumswesen, Chemnitz 2005, ISBN 978-3-9810142-1-1.
- 150 Jahre Freiberger Altertumsverein 1860–2010 (= Mitteilungen des Freiberger Altertumsvereins Heft 104), Freiberger Altertumsverein, Freiberg 2010, DNB 1009868152.
- Halsbrücke: Zur Geschichte von Gemeinde, Bergbau und Hütten, Freiberg 2010, ISBN 978-3-86012-435-2.
- Der Maler Hugo Körber (1843–1883) aus Freiberg in Sachsen, Stadt- und Bergbaumuseum, Freiberg 2015, DNB 1090808119.
- Die Bergakademie Freiberg und das koloniale Montanwesen: Eine Studie über den Einsatz von Absolventen einer deutschen Hochschule in Kolonien vom Beginn des Lehrbetriebes 1766 bis zum Ausbruch des Zweiten Weltkrieges (= Kolonialismus und postkoloniale Perspektiven Band 2), Solivagus Praeteritum, Kiel 2022, ISBN 978-3-947064-16-8.